# Нижние Абакасы
Ни́жние Абакасы́ (чув. Пӗчӗк Упакасси) — деревня в Ибресинском районе Чувашской Республики. Входит в состав Большеабакасинского сельского поселения.

## Общие сведения о деревне
Улицы: Ленина, Советская.

### География
Через деревню протекает речка Велтре́н (приток Потаушки).

### Демография
По переписи 2010 года в деревне живёт 366 человек, в том числе 187 мужчин, 179 женщин.
| 2010 | 2012 |
| ---- | ---- |
| 366  | ↘357 |

## История
Деревня впервые была упомянута в 1698 году.
Для организации колхоза прибыл рабочий из Путиловского завода. Колхоз назвали «Путиловка». Сейчас в районе деревню также называют Путиловка.

## Связь и средства массовой информации
- Связь: ОАО «Ростелеком», Би Лайн, МТС,Мегафон.
- Телевидение: Население использует эфирное и спутниковое телевидение, за отсутствием кабельного телевидения. Эфирное телевидение позволяет принимать национальный канал на русском и чувашском языках.

## Люди, связанные с Нижними Абакасами
- Дмитриев, Митрофан Дмитриевич — чувашский переводчик.[4]